# FIRA Women's European Championship 1996
El FIRA Women's European Championship (Campeonato Europeo de Rugby Femenino) de 1996 fue la segunda edición del torneo femenino de rugby.

## Equipos participantes
- Selección femenina de rugby de Alemania
- Selección femenina de rugby de España
- Selección femenina de rugby de Francia
- Selección femenina de rugby de Italia
- Selección femenina de rugby de Países Bajos

## Resultados

### Grupo A
| Pos. | Equipo       | Encuentros | Encuentros | Encuentros | Encuentros | Tantos  | Tantos    | Tantos     | Puntos Totales |
| Pos. | Equipo       | jugados    | ganados    | empatados  | perdidos   | a favor | en contra | diferencia | Puntos Totales |
| ---- | ------------ | ---------- | ---------- | ---------- | ---------- | ------- | --------- | ---------- | -------------- |
| 1    | España       | 2          | 2          | 0          | 0          | 82      | 0         | +82        | 4              |
| 2    | Países Bajos | 1          | 1          | 0          | 1          | 29      | 11        | +18        | 2              |
| 3    | Alemania     | 2          | 0          | 0          | 2          | 11      | 82        | -71        | 0              |

| 10 de abril | España | 53 - 0 | Alemania | Madrid, España |  |

| 11 de abril | Países Bajos | 29 - 11 | Alemania | Madrid, España |  |

| 12 de abril | España | 29 - 0 | Países Bajos | Madrid, España |  |

### Grupo B
| Pos. | Equipo  | Encuentros | Encuentros | Encuentros | Encuentros | Tantos  | Tantos    | Tantos     | Puntos Totales |
| Pos. | Equipo  | jugados    | ganados    | empatados  | perdidos   | a favor | en contra | diferencia | Puntos Totales |
| ---- | ------- | ---------- | ---------- | ---------- | ---------- | ------- | --------- | ---------- | -------------- |
| 1    | Francia | 1          | 1          | 0          | 0          | 57      | 8         | +49        | 2              |
| 2    | Italia  | 1          | 0          | 0          | 1          | 8       | 57        | -57        | 0              |

| 11 de abril | Francia | 57 - 8 | Italia | Madrid, España |  |

### Definición Tercer Puesto
| Pos. | Equipo       | Encuentros | Encuentros | Encuentros | Encuentros | Tantos  | Tantos    | Tantos     | Puntos Totales |
| Pos. | Equipo       | jugados    | ganados    | empatados  | perdidos   | a favor | en contra | diferencia | Puntos Totales |
| ---- | ------------ | ---------- | ---------- | ---------- | ---------- | ------- | --------- | ---------- | -------------- |
| 1    | Italia       | 2          | 2          | 0          | 0          | 50      | 6         | +44        | 4              |
| 2    | Países Bajos | 1          | 1          | 0          | 1          | 35      | 22        | +13        | 2              |
| 3    | Alemania     | 2          | 0          | 0          | 2          | 11      | 68        | -57        | 0              |

| 13 de abril | Italia | 39 - 0 | Alemania | Madrid, España |  |

| 14 de abril | Italia | 11 - 6 | Países Bajos | Madrid, España |  |

### Final
| 16 de abril | España | 10 - 15 | Francia | Madrid, España |  |

| Bandera de Francia |
| Campeón Francia    |
| Primer título      |